# كلية موريتز للقانون
كلية موريتز للقانون (بالإنجليزية: Ohio State University Moritz College of Law)‏ هي كلية قانون، تأسست في 1891، تتبع جامعة ولاية أوهايو بالولايات المتحدة.